# Los viajes de Marco Polo
Los viajes de Marco Polo, conocido también como El libro de las maravillas, es el título con el que suele traducirse al español el libro de viajes del mercader veneciano Marco Polo, conocido en italiano como Il Milione (El millón). El libro relata los viajes de Marco Polo a China, a la que él llama Catay (norte de China) y Mangi (sur de China). Polo supuestamente dictó su obra a un amanuense, Rustichello de Pisa, quien fue su auténtico autor, basándose en relatos de comerciantes italianos y en su fantasía mientras estuvo preso en Génova en 1298 y 1299; Marco Polo solo es el personaje novelesco protagonista. 
El libro se redactó originalmente en francovéneto, una lengua literaria común en el norte de Italia entre los siglos XIII y XV que utilizaba un léxico francés en una sintaxis véneta; el manuscrito más antiguo conservado lleva por título Divisament dou monde (lit. Descripción del mundo). El libro alcanzó un éxito poco frecuente en la época anterior a la invención de la imprenta. Se tradujo a muchas lenguas europeas ya en vida de su autor, pero los manuscritos originales se han perdido, y su reconstrucción es un asunto de crítica textual. Se sabe de la existencia de un total de alrededor de 150 copias en varios idiomas, entre ellos el francés antiguo,el toscano, dos versiones en véneto y dos versiones diferentes en latín.
La obra se divide en cuatro libros. El primero describe las tierras de Oriente Medio y Asia Central que Marco Polo atravesó en su viaje hacia China. El libro segundo habla de China y la corte de Kublai Kan. En el tercero se describen varias regiones costeras de Oriente: Japón, India, Sri Lanka y el sudeste de Asia, así como la costa oriental de África. El cuarto libro trata de las guerras que mantuvieron poco antes entre sí los mongoles, y describe también algunas regiones bastante más al norte, como Rusia.
Desde el comienzo, las historias a veces fabulosas de Polo han suscitado incredulidad, así como un debate académico en los últimos tiempos. Algunos han cuestionado si Marco Polo viajó realmente a China o si simplemente estaba repitiendo historias que había oído de otros viajeros. El historiador económico Mark Elvin concluye que las investigaciones recientes «demuestran con ejemplos específicos la abrumadora probabilidad de la amplia autenticidad» del relato de Polo, y que el libro es, «en esencia, auténtico y, cuando se utiliza con cuidado, en términos generales se puede confiar en él como un testimonio serio, aunque obviamente no siempre definitivo».

## Manuscritos y primeras ediciones

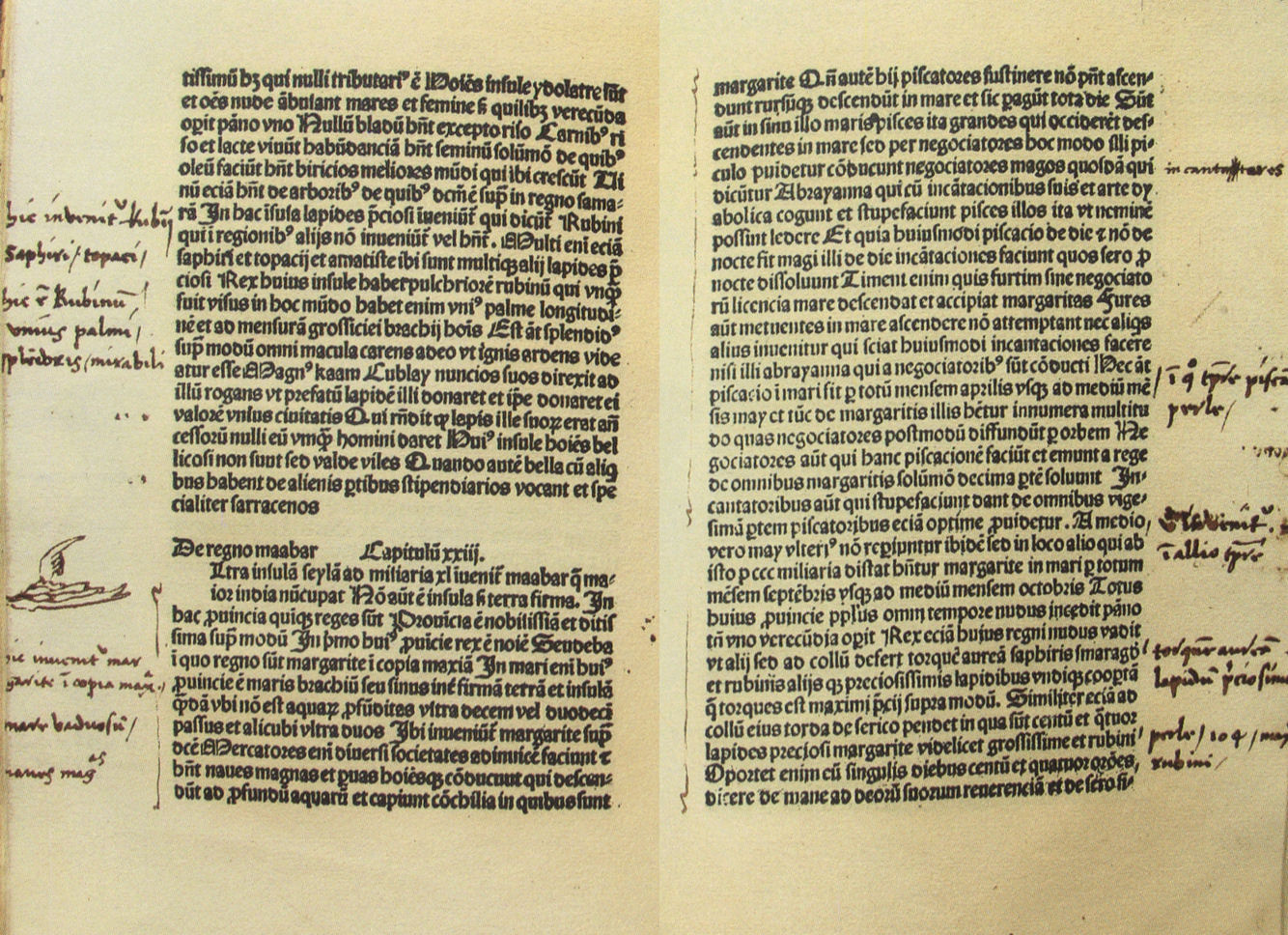
El ejemplar del la traducción al latín de Francesco Pipino anotado por Cristóbal Colón.
Biblioteca Colombina de la Catedral de Sevilla.

El manuscrito original de la obra no se conserva, aunque la mayoría de los estudiosos coinciden en que fue escrito en francés antiguo o en una variante utilizada como lengua literaria conocida como francoitaliano. El texto se ha reconstruido a partir de unos ciento cincuenta manuscritos medievales y renacentistas que se suelen dividir en dos grupos. El primer grupo (A) provendría del manuscrito F, considerado el más antiguo y probablemente cercano al original redactado por Rustichello en Génova, mientras que el segundo (B) podría proceder de una reescritura del original realizada después del regreso de Marco Polo a Venecia.
El manuscrito F es un códice del siglo XIV escrito en francoitaliano conservado en la Biblioteca Nacional de Francia (fr. 1116). A partir de otros textos en francoitaliano cercanos a él se redactó una traducción al francés septentrional (FG) de la que proceden los tres manuscritos conocidos como B3, B4 y B5; traducciones al toscano (TA) que se conservan en cinco manuscritos; y al veneciano (VA), de las que se conservan seis versiones. A partir de VA escribió el fraile dominico Francesco Pipino una traducción al latín (P) entre 1310 y 1317; se realizó otra traducción al toscano (TB), representada hoy por seis ejemplares, y una al alemán. La obra de Pipino, de la que se conservan unos setenta manuscritos, fue a su vez el punto de partida para las versiones en checo, gaélico irlandés y una nueva traducción veneciana. Cristóbal Colón poseía un ejemplar, anotado en parte muy probablemente por él mismo, del Liber consuetudinibus et condicionibus orientalium regionum, una edición publicada en Amberes entre 1485 y 1490 de la traducción latina de Pipino. El libro se conserva en la Biblioteca Colombina de la Catedral de Sevilla.
En la categoría B el manuscrito más importante es el Z, una versión latina de cerca de 1470 conservada en la Biblioteca Capitular de Toledo. A esta tradición también pertenece la traducción italiana de 1559 de Giovanni Battista Ramusio. Estos manuscritos contienen abundante información no presente en el resto y algunos eruditos la consideran también procedente de un original autógrafo, mientras otros creen que se trata de una revisión más tardía del propio Marco Polo, de circulación más restringida por contener pasajes más peligrosos para la Inquisición, o bien escrita en vista de las reacciones de los lectores del texto original de Rustichello.

## Título
En vista de que ni la tradición manuscrita más antigua ni las primeras traducciones son unánimes en asignarle un título a la obra, esta ha sido editada y es hoy conocida bajo diferentes denominaciones. El título Los viajes de Marco Polo es de aparición tardía, ya que proviene de la edición del siglo XVI de Giambattista Ramusio, que escogió el título I viaggi di Marco Polo dado que la obra en la que incluyó su traducción, Navigazioni e viaggi, era básicamente un compendio de relatos de navegación y viajes.
Algunos manuscritos recogen el título Il milione que, al hacer referencia a millones o grandes cantidades de dinero, sería adecuado a las ediciones más centradas en interpretar el libro como un manual para mercaderes: en un manuscrito florentino de 1431 se afirma que en el Rialto los venecianos habían dispuesto un ejemplar encadenado para que todos pudieran consultarlo. La familia Polo poseía además un palacio en el barrio de san Juan Crisóstomo denominado Il Milione y, pese a que se afirma que es una corrupción de «Vilione», el nombre de la anterior familia propietaria, el hecho es que los descendientes de Marco, el tío de Marco Polo, adoptaron el apellido «Milion» y a él mismo se le llegó a aplicar como apodo.
El título de la versión francoitaliana original (F) es Le divisament du monde (La descripción del mundo), que alterna en las primeras versiones francesas con Livre des merveilles du monde (Libro de las maravillas del mundo), en la tradición medieval del gusto por las leyendas fabulosas, los «libros de maravillas». También podría ser cercano al título original alguna variante del de la traducción latina realizada en vida de Polo por Francesco Pipino: De condicionibus et consuetudinibus orientalium regionum (Sobre las condiciones y costumbres de las regiones orientales).

## Un libro sobre mercaderes
En principio el libro es una especie de estudio de mercado, en donde se nos señalan distancias, precauciones, consejos sobre productos y mercaderías, así como las previsiones que el comerciante debe tomar antes de adentrarse en determinada ciudad. Como toda exploración es imperfecta, antes bien es una guía rudimentaria para aquellos aventureros que decidieran establecer algún tipo de intercambio con el oriente. Véase: Rustichello de Pisa
Michel Mollat en este sentido dice:

(…) el libro de Marco Polo ha sido comparado con todos esos manuales de mercadores  que, en el curso del siglo XII, puso en gran boga la Pratica della mercatura, de Pegoloti. De hecho, más de la mitad de la Descripción du monde [como le llama Mollat] indica las distancias entre las ciudades en jornadas y en millas, proporciona consejos prácticos para el viaje, enumera los objetos del comercio, anota los pesos y medidas, las formas de pago, en metálico y en papel moneda.
Michel Mollat

Cabe aquí recordar a dos precursores del viajero que realizaron su viaje hacia oriente con una misión análoga: por un lado tenemos al discípulo de San Francisco de Asís, Jean de Plancarpín (o Giovani di Pian Carpino), que recibió del papa Inocencio IV la orden de ir hacia los dominios tártaros con el objeto de «examinarlos con todo cuidado»; así como a otro fraile es común: alcanzar al gran kan, sucesor de Gengis Kan, en su residencia ambulante, dondequiera que se encuentre, para entregarle los mensajes del papa en el primer caso, y del rey de Francia en el segundo.
Plancarpín partirá de Kiev en el invierno de 1246, el 3 de febrero para ser más precisos. Rubruck lo hará de Constantinopla el 7 de mayo de 1253, durante la primavera. El padre, el tío y toda la familia de  Marco Polo  salen de Venecia hacia Constantinopla en el año de 1260, y de hecho su viaje se cruza con el del segundo religioso en cierto momento, aunque no existen datos sobre si estos se llegaron a encontrar.
Los hermanos Polo asumen una misión similar (aunque en sentido inverso) a la de los monjes en su segundo viaje, en el que los acompañará el joven Marco. Durante el viaje obtienen la encomienda por parte del Gran Khan, de contactar al señor de los tártaros con el papa, señor de la cristiandad con miras a establecer una posible alianza en contra del área musulmana. Tiene en definitiva aires de cruzada. Y es aquí en donde Marco Polo asumirá un papel fundamental, ya que al ganarse la confianza del emperador mongol, y al ser nombrado embajador por éste, no dejará escapar oportunidad para señalar las convergencias entre ambas civilizaciones.

## La crónica de un diplomático

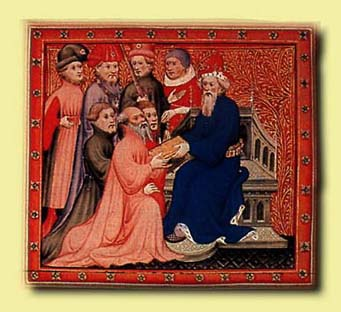
Marco Polo en la corte de Kublai Kan.

Por lo anterior el libro de Marco Polo no puede dejar de verse como la crónica de un diplomático, es decir, como una descripción de las singularidades de los múltiples territorios y pueblos, bajo dominio mongol. Marco Polo, según su compañero de celda y redactor del libro —maese Rustichello de Pisa—, se ganó el agrado del Gran Kan, gracias a sus habilidades narrativas, que desarrolló mientras estuvo como funcionario al servicio de la corte:

Había Marco oído que cuando el Gran Khan enviaba embajadores por las diversas partes del mundo, y estos no sabían, a su vuelta, hablarle más que de la misión que para cumplir la cual habían sido designados, él los trataba de necios e ignorantes. Le agradaba más que le hablasen de las costumbres y particularidades de las cortes extranjeras que de lo referente al pretexto que escogía para enseñarles. (...) Y [Marco Polo] lo hizo con tal sagacidad y soltura que el Gran Khan quedó maravillado.
Marco Polo

Podemos imaginar, tal y como lo hizo Italo Calvino en su libro Las ciudades invisibles, la estrecha relación que sostienen el soberano conquistador y su embajador, quien con «maestría y soltura» entretenía a un emperador que se mostraba incapaz de conocer por sí mismo la inmensidad de sus dominios. Podemos suponer de igual manera, que con esa misma maestría y soltura, le fue transmitida en un segundo momento al compañero de celda de Marco Polo, Rustichello, la crónica de viajes y leyendas vistas y oídas por el veneciano.

## Un documento etnográfico
Así, es también, en cuanto narración de «particularidades y costumbres», una especie de reportaje de carácter etnográfico en el que se observan claramente los prejuicios y la mentalidad del occidente medieval,[cita requerida] en donde estos se superponen a las múltiples realidades, siendo a la luz de los conceptos cristianos y grecolatinos, que se someten y explican mundos distintos y distantes.
Es en este sentido o del mismo Gran Khan, «o perversidad» (los musulmanes), estaban a su parecer, situados en un más allá, en un afuera.
Con todo, Marco Polo está lejos de ser un dogmático, lo que podemos corroborar leyendo su comparación entre «Sergamoni Bochán» (Buda) con Jesucristo, así como el elogio que hace de los abramayanes hindúes, debido a su vida «saludable» y de abstinencia, lo que a su parecer les acercaba a la santidad. Dichas posturas vistas desde una posición cristiana ortodoxa, podrían haber sido consideradas como una franca herejía.
Marco Polo salió de Venecia hacia los quince años, mantuvo relaciones durante veinte con los diversos mundos de «idólatras», con quienes en determinado momento había convivido más tiempo que con sus semejantes en imaginario, lo que lo predispuso a escudriñar de vez en vez las similitudes que estos mundos tenían con su herencia cristiano-medieval. «Salvajes bestiales y perversos», así como «sarracenos crueles y traicioneros», eran los modelos que más se alejaban de su ideal moral.

## El libro de las maravillas

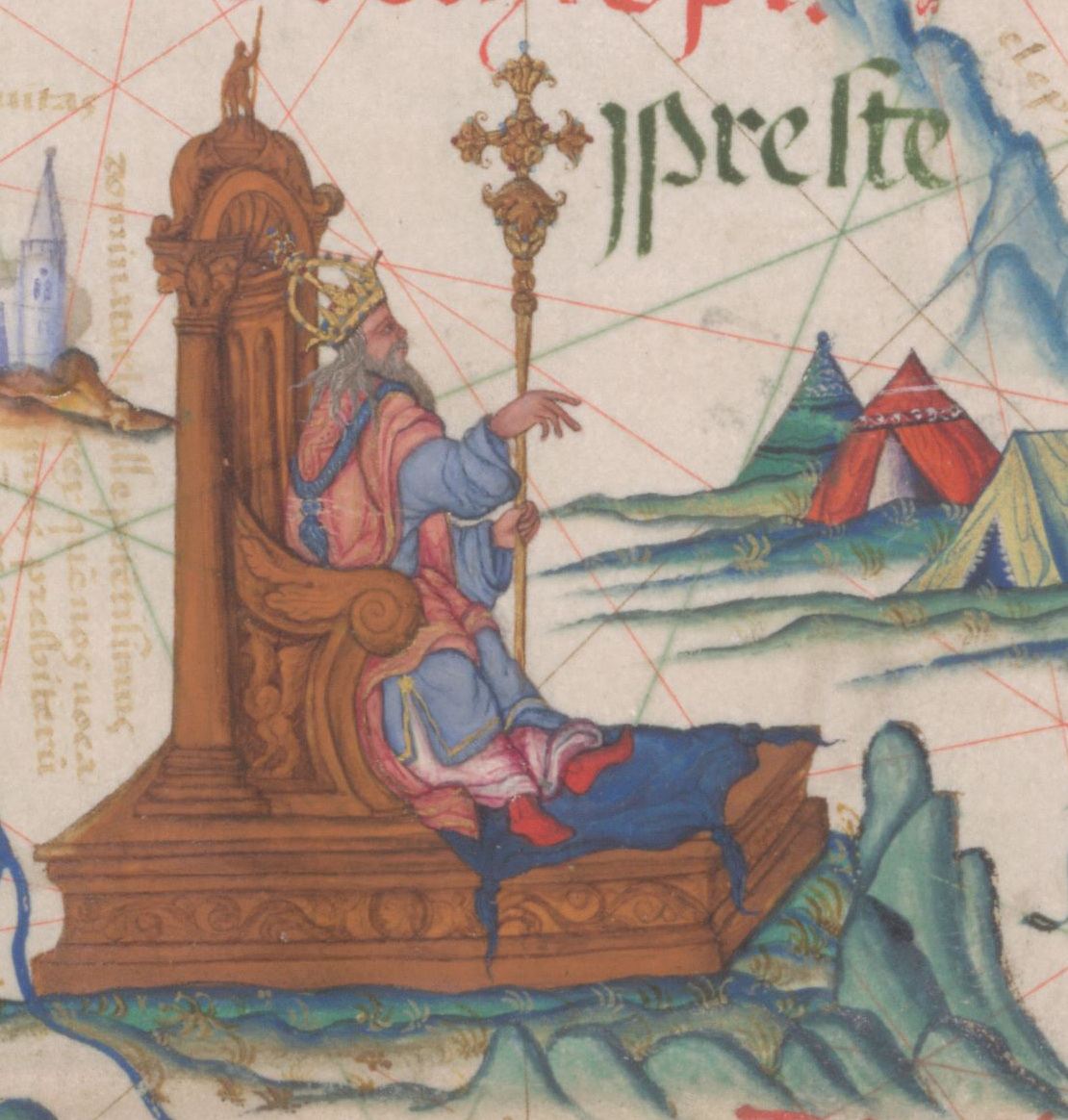
Imagen del Preste Juan.

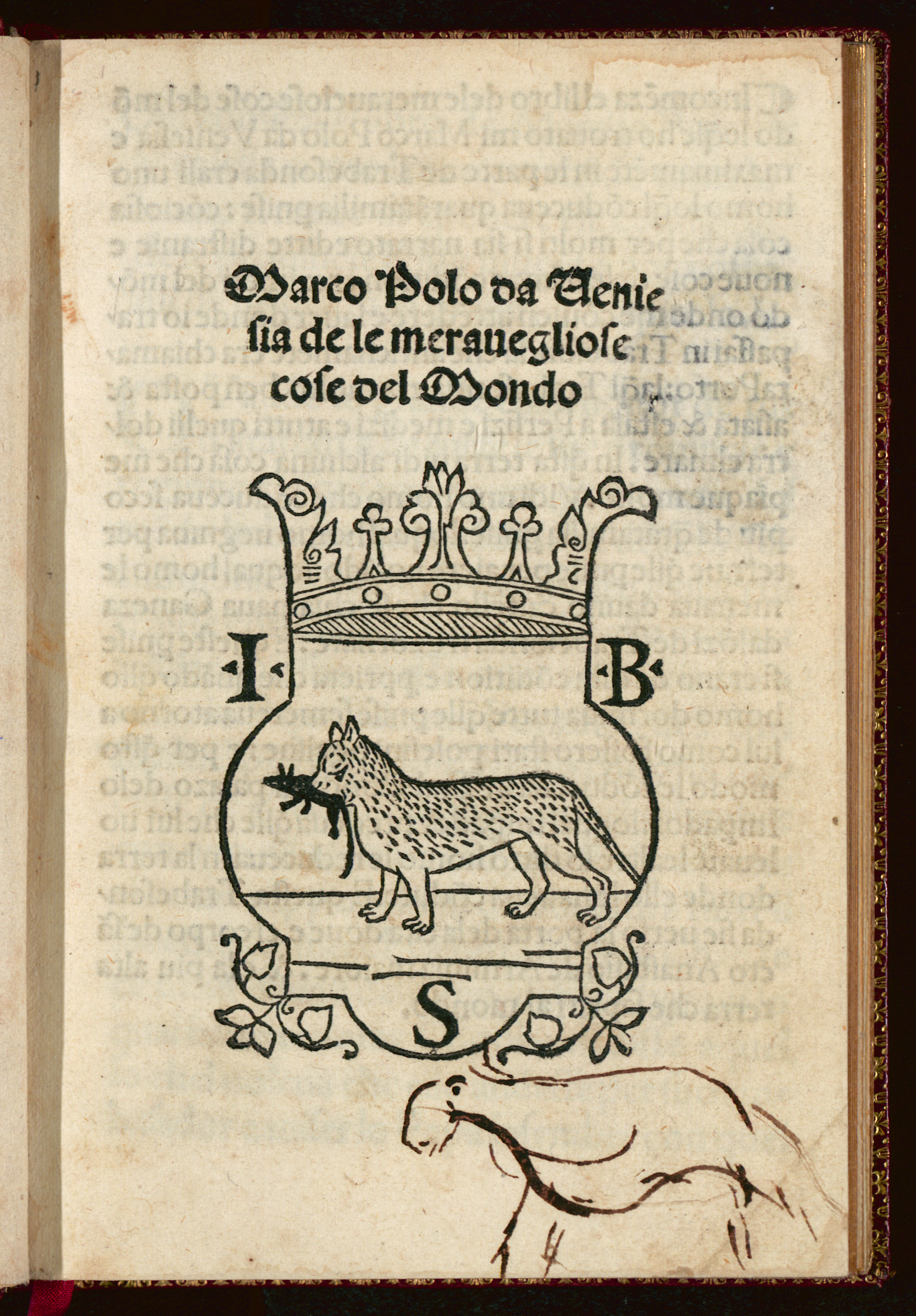
Delle meravigliose cose del mondo, 1496

Finalmente podemos calificar el texto como un libro de maravillas, milagros y hechos mágicos en donde se manifiestan las tres formas de lo sobrenatural en el occidente medieval, según Jacques Le Goff:
- La maravilla propiamente dicha (mirabilis) de orígenes precristianos.
- Lo magicus: asociado (a pesar de que durante el medievo se habla de magia negra y blanca) al demonio. Es lo sobrenatural satánico.
- Lo miracolosus, el milacorum. Que sería lo sobrenatural cristiano, en donde lo inexplicable se “normaliza” debido a la influencia del propio Dios.

En cuanto narración de lo maravilloso, el libro de Marco Polo es un espacio en donde, y desde donde se observan la vida y costumbres de seres humanos que no están sometidos a los rigores de una ética cristiana. Es un espacio aparte, en el que el pecado (frecuentemente el de la lujuria) no es considerado como tal. Es como una proyección de los temores, pero también de los deseos, de ciertas libertades negadas al occidente cristiano-medieval, antes que una descripción de los rasgos principales de las distintas culturas de oriente.
Así mismo, es una descripción de algunos «oasis cristianos», en medio de un espacio hostil, lleno de sarracenos, «desiertos diabólicos y bestias». Basta ver algunos milagros que se relatan en él, como el de los cristianos que con sus oraciones mueven una montaña ante los ojos estupefactos del Califa de Bagdad para salvarse de la muerte, así como la referencia continua al reino cristiano del Preste Juan, acosado siempre por infieles.
Es en fin, un anecdotario de magias, hechizos, encantamientos y sortilegios, que lidian con lo diabólico, y que vendrían a ser algo así como la contraparte a los milagros realizados ante los mencionados “oasis cristianos”, con ayuda del demonio y por tanto asociados a lo idolátrico, perverso y cruel.
Así se tiene que lo maravilloso, de origen precristiano, puede verse como una forma de resistencia cultural a la ideología oficial del cristianismo; lo milagroso, como una “normalización” de lo sobrenatural, puesto que se realiza mediante la intervención divina que banaliza la maravilla; y lo mágico, como lo que se debe excluir y combatir, ya que está profundamente ligado a lo demoniaco, lo tenebroso, y peligroso. Todo esto moviéndose en el libro, no con fronteras rígidas, sino como fenómenos mentales que se entrecruzan y mantienen lazos muy permeables entre sí.

## Marco Polo en español
- Las primeras traducciones son del siglo XVI. En 1503, Cosmographia breue introductoria en el libro d'Marco Polo (Sevilla, 1503), y, en 1520 y también en Sevilla, la muy conocida de Rodrigo Fernández de Santaella.
- La más divulgada edición de la obra completa corresponde a la traducción de Mauro Armiño, Libro de las Maravillas, editada originalmente en Madrid: Anaya, 1984, colección Tus Libros, 27-Viajes, ISBN 8475251081. Posteriormente fue reeditada en Barcelona: Ediciones B, 1997, Biblioteca Grandes Viajeros, ISBN 978-84-406-7042-7.

## Legado
Este libro cambió Europa y el mundo. Acabó de forma definitiva los prejuicios europeos sobre el mundo más allá de Persia y abrió con ello a Europa a ese mundo impulsando también con ello a los futuros exploradores europeos, lo que contribuyó al futuro descubrimiento europeo del mundo y viceversa.